# Olympische Winterspiele 1994/Teilnehmer (Monaco)
| Gelbes Symbol für Goldmedaillen mit stilisierten Olympischen Ringen | Graues Symbol für Silbermedaillen mit stilisierten Olympischen Ringen | Braundes Symbol für Bronzemedaillen mit stilisierten Olympischen Ringen |
| ------------------------------------------------------------------- | --------------------------------------------------------------------- | ----------------------------------------------------------------------- |
| —                                                                   | —                                                                     | —                                                                       |

Monaco nahm an den Olympischen Winterspielen 1994 im norwegischen Lillehammer mit fünf Athleten in zwei Sportarten teil.

## Teilnehmer nach Sportarten

### Bob
| Athleten                                                 | Wettbewerb | Lauf 1  | Lauf 1 | Lauf 2  | Lauf 2 | Lauf 3  | Lauf 3 | Lauf 4  | Lauf 4 | Gesamt      | Gesamt |
| Athleten                                                 | Wettbewerb | Zeit    | Rang   | Zeit    | Rang   | Zeit    | Rang   | Zeit    | Rang   | Zeit        | Rang   |
| -------------------------------------------------------- | ---------- | ------- | ------ | ------- | ------ | ------- | ------ | ------- | ------ | ----------- | ------ |
| Männer                                                   |            |         |        |         |        |         |        |         |        |             |        |
| Albert Grimaldi Gilbert Bessi                            | Zweierbob  | 54,14 s | 30     | 54,73 s | 34     | 54,57 s | 32     | 54,83 s | 33     | 3:38,27 min | 31     |
| Albert Grimaldi David Tomatis Pascal Camia Gilbert Bessi | Viererbob  | 53,54 s | 27     | 53,58 s | 27     | 53,75 s | 26     | 53,75 s | 26     | 3:34,62 min | 26     |

### Ski Alpin
| Athleten          | Wettbewerbe | 1. Lauf | 1. Lauf | 2. Lauf | 2. Lauf | Gesamt | Gesamt |
| Athleten          | Wettbewerbe | Zeit    | Rang    | Zeit    | Rang    | Zeit   | Rang   |
| ----------------- | ----------- | ------- | ------- | ------- | ------- | ------ | ------ |
| Männer            |             |         |         |         |         |        |        |
| Julien Castellini | Super-G     | —       | —       | —       | —       | DNF    | DNF    |